# アンドレアス・ヘラフ
アンドレアス・へラフ（Andreas Heraf、1967年9月10日 - ）は、オーストリア・ウィーン出身の元同国代表サッカー選手、現サッカー指導者。現役時代のポジションはMF。

## 経歴
現役時代は主にオーストリアのクラブでプレーし、通算8年間在籍したSKラピード・ウィーンでは公式戦通算241試合に出場し、32得点を記録。1998年にはラピード・ウィーンの選手として1998 FIFAワールドカップのオーストリア代表メンバーに選出されたが、出場機会は訪れなかった。
2001年にFCケルンテルンで現役から退き、すぐに指導者としてキャリアを再スタート。オーストリア国内のプロクラブをいくつか率いた後、2008年からはオーストリアサッカー協会へ異動し、主に世代別代表のオーストリア代表で指揮を執った。
2017年8月24日、ニュージーランドサッカー協会のテクニカルディレクターに就任。同年11月3日にはニュージーランド女子代表の監督に就任したものの、代表選手との関係悪化から2018年7月31日に辞任した。
辞任後はオーストリアへ帰還し、同国のプロクラブで指導者キャリアを続けている。

## 代表歴

### 出場大会
- オーストリア代表
  - 1998 FIFAワールドカップ

### 試合数
- 国際Aマッチ 11試合 1得点（1996年-1998年）[5]

| オーストリア代表 | 国際Aマッチ | 国際Aマッチ |
| 年               | 出場        | 得点        |
| ---------------- | ----------- | ----------- |
| 1996             | 5           | 0           |
| 1997             | 4           | 1           |
| 1998             | 2           | 0           |
| 通算             | 11          | 1           |

## タイトル

### クラブ
SKラピード・ウィーン
- オーストリア・ブンデスリーガ : 4回 (1985-86, 1986-87, 1987-88, 1995-96)
- オーストリア・カップ : 2回 (1986-87, 1994-95)

FCケルンテン
- 2. ブンデスリーガ : 1回 (2000-01)
- オーストリア・カップ : 1回 (2000-01)